# Temu
Temu是来自中国的电商购物平台，总部位于美国马萨诸塞州波士顿，是拼多多控股的子公司。该平台以提供大幅折扣的廉价商品为主打特色，销售范围涵盖服装、电子产品和家具在内的所有商品，这些商品多直接从中国运送至全球消费者。于2022年首次在美国推出，随后在英国和世界其他地区推出。

## 商业模式
Temu的母公司为总部位于中国、在开曼群岛注册的拼多多控股公司（PDD Holdings），该公司旗下还拥有中国流行的电商平台拼多多。Temu上的中国供应商可以直接向海外客户销售商品并全球发货，而无需借助目的地国家的中间分销商，从而保持低价以吸引消费者。其商业模式还旨在通过降低物流和卖家端的利润率来扩大客户群。此外，Temu还向一些用户提供免费商品，这些用户通过联盟代码、社交媒体和游戏化营销等方式成功为Temu吸引了新用户。用户可以使用网页浏览器或专用移动应用程序在Temu上购买商品。与亚马逊以高价向制造商出售用户消费数据的商业模式不同，Temu收集有关消费趋势、搜索和点击次数最多的产品的数据，并将这些数据免费提供给各个制造商。

## 历史
Temu平台于2022年9月在美国首先推出。截至2022年底，Temu应用程序成为了全美下载量最多的应用程序。这款购物应用在美国推出还不到一年下载量就迅速超过了亚马逊和沃尔玛。
2023年2月，Temu在加拿大上线，并在同月超级盃期间播放了广告。2023 年3月，Temu进军澳大利亚和新西兰市场。此后一个月，Temu又相继进入法国、德国、爱尔兰、意大利、荷兰、西班牙和英国市场。据SimilarWeb分析，Temu是在比利时、葡萄牙、爱尔兰和瑞典的Google Play商店中下载次数最多的应用程序。
2023年7月1日，Temu在日本正式上线，首次进军亚洲市场。2023年7月24日，Temu正式上线韩国站点，加速扩大亚洲市场版图。截至2023年7月24日，Temu已经进入27个国家地区，包括：澳大利亚、奥地利、比利时、加拿大、爱沙尼亚、芬兰、法国、德国、希腊、爱尔兰、意大利、日本、拉脱维亚、卢森堡、墨西哥、荷兰、新西兰、波兰、葡萄牙、斯洛伐克、斯洛文尼亚、韩国、西班牙、瑞典、瑞士、英国、美国（其中标粗的是7月新上线的国家及地区）。
2023年8月，拼多多跨境平台TemuTemu正式进入东南亚市场，首站菲律宾。9月，马来西亚站上线，Temu已进入40个国家地区，逐步覆盖了北美、大洋洲、西欧、拉美、东欧、日韩、东南亚以及中东地区。
2023年12月，据韩国手机应用分析服务商Wiseapp发布的调查数据显示，阿里巴巴旗下全球速卖通和拼多多旗下跨境电商平台“Temu”（APP）在韩国市场快速扩张，在韩国市场前11个月新增用户数量位居前二，韩国本土电商受到冲击。
2024年7月，數百名為Temu提供商品的中小商家被該平台以售後問題為由扣取了總額破億的罰金。在求助無門的情況下，商家自發性的集中前往Temu廣州總部進行維權抗議。Temu 在薄利多銷的背後，壓迫上游廠商的問題也因此引發外界關注。
2024年10月，歐盟執委會根據《數位服務法》（Digital Services Act, DSA）將對Temu展開調查，指該平台涉嫌販售非法商品，以及存在令消費者上癮的設計，要求該平台提供防範的具體措施。Temu於2024年5月被歐盟執委會列為「超大型在線平台」（VLOP），這意味著該平台在歐盟市場擁有超過4,500萬活躍用戶，必須承擔更嚴格的合規要求。倘若調查發現有違法行為，根據《數位服務法》將處以該平台全球年營收 6% 的罰款。